# Академично гребане
Гребането е воден спорт с лодки.
За него е характерно, че греблата имат опорна точка с лодката (за разлика от кану-каяк спорта, където греблата нямат опорна точка с лодката). Затова, за да работи греблото като лост, гребците седят с гръб към посоката на движение. При гребане те използват основно силата на краката си чрез специална седалка (наречена слайд) движеща се върху релси (наречени ролбани). Има 2 вида лодки – „разпашни“ (всеки гребец гребе с гребло, което държи с двете ръце) и „скул“ (всеки гребец гребе с 2 гребла, по едно във всяка ръка). Единият от гребците на двойната лодка се нарича носови – стои на носа и следи темпото (ритъма на загребване) на другия – наречен загребни, стоящ на бака на лодката. Лодката с 1 гребец се нарича скиф. Има също и лодки за четирима гребци, като и за осмина гребци (където всеки гребец винаги е с по 1 гребло).
Общият брой на видовете лодки в този спорт е 9: скиф, 2-ка разпашно с рулеви (накратко 2-ка със), 2-ка разпашно без рулеви (2-ка без), 2-ка скул, 4-ка разпашно с рулеви (4-ка със), 4-ка разпашно без рулеви (4-ка без), 4-ка скул, 4-скул с рулеви, 8-ка разпашно. При лодките с рулеви последният управлява курса на лодката и е препоръчително да е нисък и лек (за да олекотява лодката).
Има гребни тренажори, наречени ергометри. Те отчитат резултатите, но те не са същите като в лодка, защото не се отчита тегло, което е от голямо значение.
Академичното гребане е сред най-тежките спортове, който натоварва и развива мускулатурата на цялото тяло и изисква много голям витален капацитет (вместимост на белите дробове). Изисква се и добро чувство за равновесие и координация на собствените движения с тези на останалите гребци в лодката. Гребането е спорт, който развива качества като стремеж за пълен синхрон и екипност. В гребането спортистите научават, че ако не успееш да ги приложиш в полза на отбора си, личните ти качества нямат значение за никого. Вероятно за това повече от 100 години колежи и университети активно стимулират студентите си да практикуват гребане.
Академичното гребане е създадено в известните английски университети – Оксфордски и Кеймбриджки. Оттам идва и името му. В този вид гребане основно се натоварват най-силните групи мускули – краката, кръста и ръцете.

## Състезания
Стандартната състезателна дистанция е 2000 м. Най-старото състезание е регатата между университетите на Оксфорд и Кеймбридж, проведена за първи път през 1829 г.